# Lasioglossum orihuelicum
Lasioglossum orihuelicum là một loài Hymenoptera trong họ Halictidae. Loài này được Blüthgen mô tả khoa học năm 1924.